# کالتاسی (شهرستان کاراایدلسکی، باشقیرستان)
کالتاسی (انگلیسی: Kaltasy, Karaidelsky District, Republic of Bashkortostan) یک شهرک در شهرستان کاراایدلسکی استان باشقیرستان کشور روسیه است.